# Warson Woods
Warson Woods est une ville de la proche banlieue de Saint-Louis, dans le comté de Saint-Louis, dans le Missouri, aux États-Unis,. Située au centre du comté, elle est incorporée en 1936.

## Démographie
Lors du recensement de 2010, la ville comptait une population de 1 962 habitants. Elle est estimée, en 2016, à 1 940 habitants.

### Source de la traduction
- (en) Cet article est partiellement ou en totalité issu de l’article de Wikipédia en anglais intitulé « Warson Woods, Missouri » (voir la liste des auteurs).